# Cryptolabis tenuicincta
Cryptolabis tenuicincta är en tvåvingeart som beskrevs av Alexander 1921. Cryptolabis tenuicincta ingår i släktet Cryptolabis och familjen småharkrankar.
Artens utbredningsområde är Peru. Inga underarter finns listade i Catalogue of Life.